# El Castelló
El Castelló är en bergstopp i Spanien.   Den ligger i provinsen Província de Barcelona och regionen Katalonien, i den östra delen av landet, 400 km öster om huvudstaden Madrid. Toppen på El Castelló är 932 meter över havet, eller 99 meter över den omgivande terrängen. Bredden vid basen är 3,9 km.
Terrängen runt El Castelló är huvudsakligen lite kuperad. Runt El Castelló är det ganska glesbefolkat, med 32 invånare per kvadratkilometer. Närmaste större samhälle är Igualada, 16,9 km nordost om El Castelló. 